# Earl Edward Sherff
Earl Edward Sherff  (1886- 1966) fue un botánico estadounidense; muy activo explorador recolectando nuevos especímenes, y eficiente taxónomo, publicando habitualmente las nuevas especies, en : Amer. J. Bot.; Publ. Field Mus. Nat. Hist., Bot. Ser.; Bot. Leafl.; Bot. Gaz.; Brittonia; Occas. Pap. Bernice Pauahi Bishop Mus.

## Algunas publicaciones
- Millspaugh, CF; EE Sherff. 1918. New Species of Xanthium & Solidago. Field Museum of Natural History. Bot. ser. vol. 4. N.º 1.
- 1920. North American species of Taraxacum (Contr. Hull Bot. Laboratory). Ed. Univ Chicago Press
- 1932. Revision of the Genus Cosmos, etc. Field Museum of Natural History. Bot.Ser. vol. 8 N.º 6.
- 1933. New or otherwise noteworthy Compositae, VIII
- 1935. Revision of Haplostachys, Phyllostegia, & Stenogyne. Bernice P. Bishop Museum bull. 101 pp.
- 1936. Some Compositae of southeastern Polynesia (Bidens, Cereopsis, Cosmos, & Oparanthus). Ed. The Museum. 19 pp.
- 1939. Revision of Tetramolopium, Lipochaeta, Dubautia, & Railliardia. Ed. Bernice P. Bishop Museum bull. 136 pp.
- 1940. A new genus of Compositae from northwestern Alabama. Fieldiana
- 1941. Additions to our knowledge of the American & Hawaiian floras, (Fieldiana: Botany)
- 1941. New or otherwise noteworthy plants from the Hawaiian Islands. 31 pp.
- 1945. Some additions to the genus Dodonaea L. (fam. Sapindaceae). 214 pp.
- 1948. A new variety of Gnaphalium sandwicensium Gaud. in the Hawaiian Islands
- 1949. Miscellaneous notes on Dicotyledonous plants. 511 pp.
- 1949. Some new or otherwise noteworthy dicotyledonous plants from the Hawiian Islands. Ed. Bernice Pauahi Bishop Museum. Occ. papers. 25 pp.
- 1951. Miscellaneous notes on new or otherwise noteworthy Dicotyledonous plants. 73 pp.
- 1954. Botanical leaflets;: A series of studies in the systematic botany of miscellaneous dicotyledonous plants. Nº 1-9; mayo de 1950-enero de 1954
- 1954. Revision of the genus Cheirdendron Nutt. ex Seem. for the Hawaiian Islands. Fieldiana: Botany. Ed. Natural History Museum. 45 pp.
- 1955. Revision of the Hawaiian Members of the Genus Tetraplasandra A. Gray. 142 pp.
- 1955. Compositae -- Heliantheae -- Coreopsidinae. North American flora. Series 2. Ed. New York Botanical Garden. 190 pp.
- 1962. Miscellaneous notes on some American & Hawaiian Dicotyledons (Bernice Pauahi Bishop Museum. Occ. papers). Ed. Bernice P. Bishop Museum. 214 pp.
- 1964. An annotated list of my botanical writings;: A bibliographic list, with notations of observed errata, needed emendations, & additions of taxa described ... for inclusion in the original publications. Ed. Earl Edward Sherff Botanical Library, Illinois Wesleyan Univ. 48 pp.
- 1964. Some recently collected dicotyledonous plants from the Hawaiian Islands & Mexico (Bernice Pauahi Bishop Museum. Occ. papers). Ed. Bernice P. Bishop Museum. 127 pp.
- 1971. Revision of haplostachys, phyllostegia, & stenogyne (Bernice Pauahi Bishop Museum, Honolulu. Bulletin). Ed. Kraus Reprint. 101 pp.

## Honores

### Epónimos
- (Araliaceae) Tetraplasandra sherffii O.Deg. & I.Deg.[1]
- (Asteraceae) Coreopsis sherffii S.F.Blake[2]
- (Euphorbiaceae) Drypetes sherffii Radcl.-Sm. & Govaerts[3]
- (Lamiaceae) Stenogyne sherffii O.Deg.[4]
- (Rutaceae) Pelea sherffii O.Deg. & I.Deg.[5]

- La abreviatura «Sherff» se emplea para indicar a Earl Edward Sherff como autoridad en la descripción y clasificación científica de los vegetales.[6]